# Martin van Wordragen
Martin van Wordragen (Ammerzoden, 9 februari 1928 – Veurne, 23 augustus 2011) was een Nederlandse schilder en etaleur.

## Jonge jaren
Martinus Wilhelmus van Wordragen werd geboren in Ammerzoden en was het derde kind uit een gezin met tien kinderen. Zijn interesse voor tekenen en schilderen bleek al vroeg. Het gezin van Wordragen moest in 1944 ten gevolge van de Tweede Wereldoorlog het dorp Ammerzoden verlaten en vluchtte naar Friesland. Na de bevrijding keerde het gezin terug naar het geboortedorp Ammerzoden en werkte Martin als jongeman als huisschilder en voerde soms decoratiewerk uit. Hij volgde een opleiding middelbaar onderwijs bij de lokale fraters en daarna de leergang leraar tekenen in 's-Hertogenbosch. Hier behaalde hij achtereenvolgens het diploma leraar tekenen en “etaleur-decorateur” en volgde nadien nog een opleiding “reclameassistent”.

## Vroeg schilderwerk
In 1947 maakte Van Wordragen zijn eerste olieverfschilderij getiteld “Melkmeisje” dat met zijn landelijke tafereel nog klassiek en natuurgetrouw oogde. Ter ere van de inhuldiging van koningin Juliana kreeg Van Wordragen in 1948 de opdracht een metershoog portret van de nieuwe koningin te schilderen. In 1954 verhuisde Van Wordragen via een collega naar Hasselt. Hoewel het culturele Vlaamse klimaat beter bij Van Wordragen paste, schilderde hij tot zijn huwelijk in juni 1958 met Helena Goesten weinig.

## Vlaams expressionisme
Van Wordragen bezocht veelvuldig musea en tentoonstellingen en werd bekend met het werk van Constant Permeke, waardoor hij deelgenoot werd van het Vlaamse expressionisme. Hij maakte kennis met de Cobrabeweging en ontdekte het expressionistische manier van schilderen waarbij de uitdrukking en emotionele gevoelens belangrijker waren dan de vorm van de figuur en het onderwerp. Hier evolueert Van Wordragen van het Vlaamse expressionisme naar een “persoonlijk” expressionisme met kenmerken die eigen zijn aan de Cobrabeweging. 
In 1964 exposeerde hij met onder anderen Robert Vandereycken en Amand Van Rompaey in een openluchttentoonstelling in Stevoort. In 1963 richtte hij met Theo Hoeven de kunstenaarskring “Sakoura” (Japanse kersenbloesem) op. In 1990 verscheen er naar aanleiding van zijn 40-jarige schildersloopbaan een boek Martin van Wordragen – 40 jaar op pad en volgde een tentoonstelling in Galerie Albert te Hasselt.
Waar hij in het verleden exposeerde met kunstenaars als Appel, Corneille, Alechinsky en Lucebert volgde de feitelijke doorbraak van Martin van Wordragen in 1996 toen galeriehouder Cees Clijsen uit Nuenen het werk van de kunstenaar ontdekte. Deze galeriehouder herkende dusdanig de kwaliteit en bijzondere uitbeelding van de schilderijen dat hij een groot deel van de collectie aankocht. Naar aanleiding van zijn 70e verjaardag verscheen in 1998 een tweede boek: Martin van Wordragen: 70 jaar onderweg. In 2005 exposeerde Van Wordragen in een grote overzichtstentoonstelling in 2005 in Museum Jan van der Togt in Amstelveen en verscheen het boek met zijn totale oeuvre: Martin van Wordragen: Oogst van jaren.

## Exposities
- 1998 : Deelname aan de tentoonstelling "50 jaar Cobra" te Beringen
- 2005 : Tentoonstelling in het Jan van der Togt Museum in Amstelveen, naar aanleiding van zijn 60-jarig schildersjubileum.
- 2007 : Tentoonstelling in "The Eden Gallery of Fine Art", New York.
- 2009-2010 : Tijdens de maanden december 2009 en januari 2010 werden een aantal van zijn werken tentoongesteld in Hasseltse winkels en horecazaken

Martin en Helena van Wordragen-Goesten kregen vier zonen.